# Plaza Brión
La Plaza Luis Brión es una plaza ubicada en el municipio Chacao de Caracas, ubicada al final del bulevar de Sabana Grande, inaugurada en marzo de 1983, cuando inició operaciones la estación del Metro de Caracas Chacaíto. La Plaza Luis Brión fue creada como el espacio final de esparcimiento de Sabana Grande, en un terreno que antes era ocupado por la avenida Francisco de Miranda. Esta plaza fue uno de los espacios que el metro le aportó a la ciudad cuando abrió la estación, que es la segunda más grande de la Línea 1 del Metro, después de Plaza Venezuela. Actualmente el espacio es utilizado por grupos y asociaciones cristianas, colectivos de bailes y patineteros, además de transeúntes.

## Historia

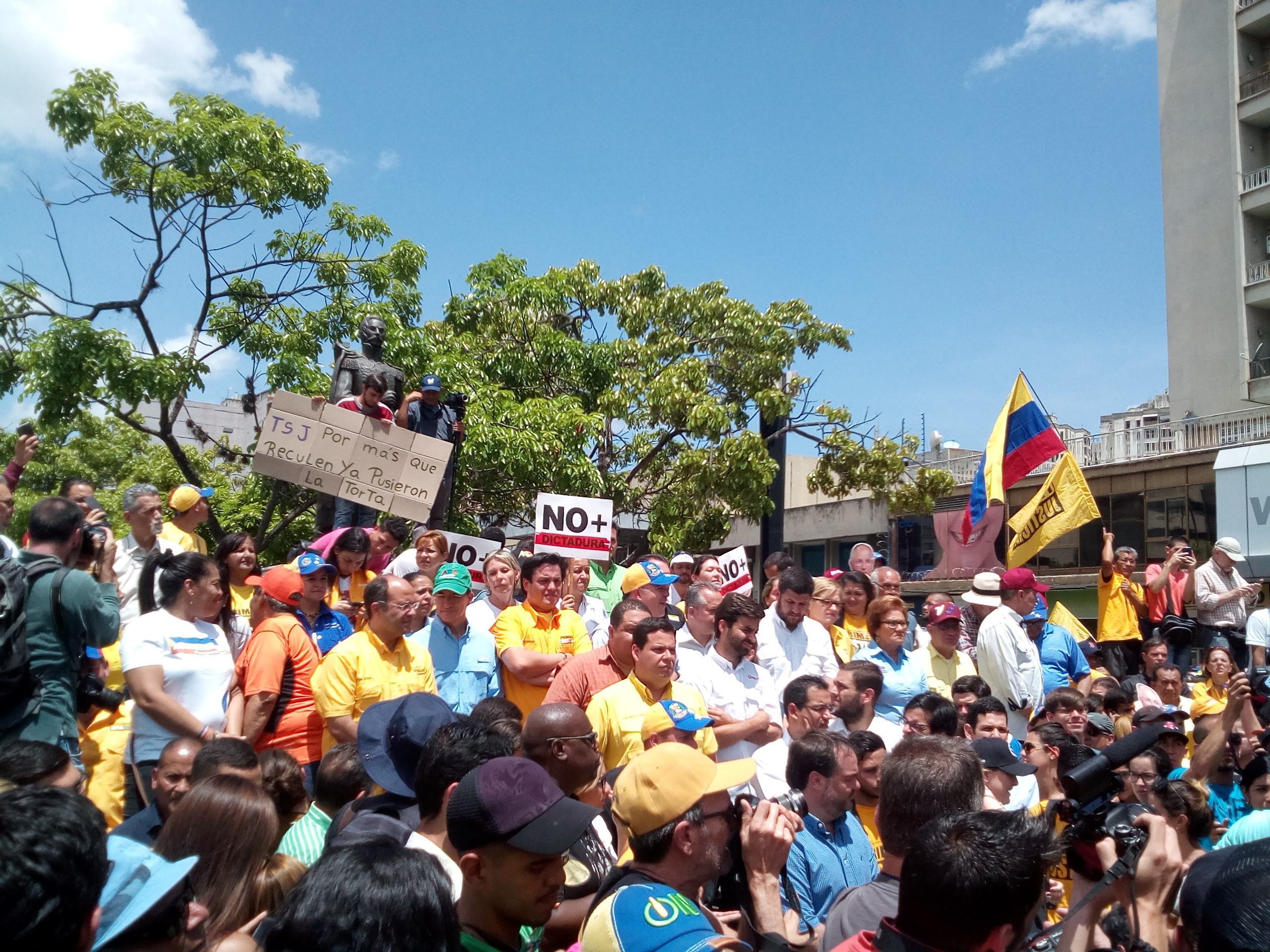
Sesión parlamentaria especial el 1 de abril de 2017.

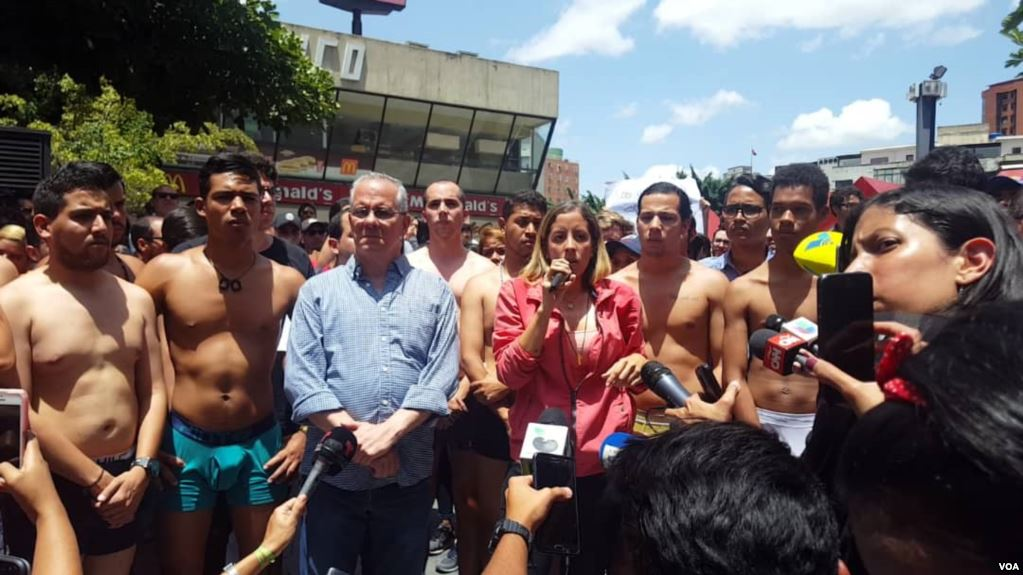
Protesta después de la detención del diputado Juan Requesens en 2018.

A raíz del proyecto Metro de Caracas, se definió que el sector Sabana Grande era el más estratégico por su ubicación y topografía privilegiada. Por estas razones, se decidió que las estaciones Plaza Venezuela, Sabana Grande y Chacaíto serían el eje principal del sistema de transporte. La Avenida Abraham Lincoln se convirtió en el bulevar de Sabana Grande y luego parte de la avenida Francisco de Miranda se convirtió en la Plaza Luis Brión, que es el final del bulevar de Sabana Grande hoy en día, aun cuando no era parte de la avenida Abraham Lincoln y es parte de otro municipio. La Quebrada Chacaíto, a la altura del Mercado Los Guajiros, es el espacio que divide el Municipio Libertador del Municipio Chacao.
La plaza lleva el nombre en honor al militar Luis Brión curazoleño-venezolano que luchó en la guerra de Independencia de Venezuela alcanzando el grado de almirante de las Marinas de Guerra de Venezuela y la Gran Colombia. La estatua del almirante Brión fue registrada por el Instituto del Patrimonio Cultural como Bien de Interés Cultural de la Nación, publicado en la Gaceta Oficial de Venezuela N. 38.234 de fecha 22 de julio de 2005 como una de las manifestaciones tangibles registradas en el I Censo del Patrimonio Cultural Venezolano 2004-2005, mereciendo «ser restaurada, protegida y conservada».
En 2007, después del fin de la transmisión de RCTV, miles de manifestantes permanecieron en las calles de Caracas y otras ciudades del país durante los días el 28 y 29 de mayo, tanto a favor como en contra del cese de transmisiones de RCTV. Al menos once policías fueron heridos al frente de la sede de CONATEL y lo mismo ocurrió con tres estudiantes y un funcionario de seguridad en la Plaza Brión. Alrededor de veinte estudiantes debieron ser internados en hospitales caraqueños por inhalación de gases lacrimógenos.
Durante las protestas en Venezuela de 2014, el 12 de febrero, la jueza de garantías Ralenis Tovar Guillén emitió una orden de arresto en contra de López en respuesta a los cargos formales de “incendio de edificio público” y “daños a la propiedad pública” en carácter de determinación, así como “instigación a delinquir” y “delito de asociación para la delincuencia organizada” El 18 de febrero, Leopoldo López dio un discurso en la Plaza Brión llamando a una "salida pacífica" del gobierno autoritario, "dentro de la constitución pero en las calles", lamentó la pérdida de la prensa independiente y declaró que si su encarcelamiento ayudaba a los venezolanos a despertar y pedir cambio, entonces valdría la pena. Dijo que podía haber dejado el país, pero que decidió "quedarse para luchar por los oprimidos en Venezuela". Luego se entregó a la Guardia Nacional, diciendo que se estaba entregando a un sistema de "justicia corrupto". El 12 de mayo reportaron la militarización de la plaza después de que movimiento estudiantil convocadose una concentración para marchar hasta la Nunciatura Apostólica en la avenida La Salle, y el 14 de mayo una marcha encabezada por los estudiantes que tuvo como punto de partida la plaza cambió su destino para llegar a la sede del Programa de las Naciones Unidas para el Desarrollo (PNUD) debido a un gran cordón policial ubicado en el punto de salida. 
Al comienzo de las protestas de 2017, después de la emisión de las sentencias 155 y 156 del Tribunal Supremo de Justicia y de la supresión de sus contenidos de las sentencias 155 y 156, la coalición opositora de la Mesa de la Unidad Democrática convocó a una concentración en la plaza Brión para una sesión parlamentaria especial, para rechazar las sentencias del Tribunal Supremo de Justicia contra la Asamblea Nacional y exigir respeto a la constitución. La actividad se convirtió en una marcha a la sede de la Defensoría del Pueblo con el objetivo de exigirle al defensor Tarek William Saab que rechazara las decisiones que atentaban contra el parlamento.